# 破裏拳ポリマー
『破裏拳ポリマー』（はりけんポリマー、英語: HURRICANE POLYMAR）は、NET日本教育テレビ（現テレビ朝日）系で放送されたテレビアニメ。全26話。
関東地方での放送期間・時間は1974年（昭和49年）10月4日から1975年（昭和50年）3月28日まで、毎週金曜日18時00分 - 18時30分の時間帯。
同時ネットではなかったため、地域によって放送期間・時間は異なる。
2017年、溝端淳平の主演で実写映画化。

## 概要
1974年の前期に終了した『科学忍者隊ガッチャマン』『新造人間キャシャーン』に続いて製作されたタツノコSFアクションヒーロー第3弾。1973年にブルース・リー主演の『燃えよドラゴン』が大ヒット、カンフーブームが巻き起こった影響を受けて、本作の主人公の顔はブルース・リーをモデルにしたものになり、アクションの際のかけ声もブルース・リーを意識したものだった。演じた曽我部和恭（当時・曽我部和行）は、ブルース・リー風にとの注文を受けて、ブルース・リーの映画を何回も見に行ったという。
ドラマはそれまでのシリアス路線とは打って変わってコメディ調。舞台となる都市名が実在の名称をない混ぜにした「アメホン国ワシンキョウ市」とされているように、無国籍的な世界観を強調している。1話ごとに交代する敵の集団も非常にポップで奇妙な感覚のデザインであり、ライトなアメコミ調の感覚を醸し出している。企画担当スタッフの鳥海尽三は本作を時代劇『遠山の金さん』の世界と端的に評した。企画の発想には他にも『鞍馬天狗』があるという。
1996年には、『新造人間キャシャーン』、『科学忍者隊ガッチャマン』に続いてOVAでリメイクされた。また、1981年のタイムボカンシリーズ第5作『ヤットデタマン』は設定に似通った部分が散見され、主演声優も同じ曽我部であるなど、当作品へのオマージュあるいはセルフパロディの性格を持っていた。
なお本作は、タツノコプロ創業者・吉田竜夫が原作者としてもクレジットされている作品としては、吉田の生前最後の作品となった。本作以後のタツノコオリジナルアニメは、吉田竜夫製作作品でも原作者は「タツノコプロ企画室」になっている。
漫画版は、石原光二が作画のサン企画のエース・ファイブ・コミックスの全2巻の単行本と『冒険王』に連載された広岡球志の作画によるものがある。

## ストーリー
アメホン国ワシンキョウ市にある国際警察庁本部の向かいに、自称「二代目シャーロック・ホームズ」の三流ヘボ探偵・車錠を探偵長とする車探偵事務所があった。所員は国際警察の無線を傍受してちゃっかり情報をくすねること以外は当てにならない新米助手の鎧武士、そして車に3年分の家賃を滞納されているNo.1ビルのオーナー美少女・南波テルに、車の飼い犬だが彼をバカにしている元警察犬の老犬・男爵。
そんな武士には秘密がある。1つは彼の正体は国際警察の鬼河原長官の息子・武である事、もう1つは彼が肌身離さず被っている赤いヘルメットである。一見普通の乗車用に見えるこのヘルメットは「ポリメット」といい、かつて驚異の重化合物質「ポリマー」を発明したオレガー・スッテル博士が製作したもので、人間の体を覆うように物質を変化させて6つの形態に"転身"するシステムを内蔵している。「ポリメット」の悪用を企む犯罪結社鬼トカゲ団に襲われた博士は、臨終の際に武士にポリメットを託し犯罪防止のためにこそ使われる事を期待した。
最終回と前回の2部作である最終エピソードでは武士が実は武であると探偵長に知られてしまい、しかも転身しなければならないピンチに追い込まれる。

## 登場人物

### 車探偵事務所
鎧 武士（よろい たけし）
声 - 曽我部和行
本作の主人公。普段は車探偵事務所の見習い助手として国際警察の無線を傍受する事くらいしか出来ない三枚目だが、時々明晰な推理を繰り出す。
鎧武士という名は偽名であり、その素性は国際警察の鬼河原長官の息子である「鬼河原 武（おにがわら たけし）」。実際は頭脳明晰かつ柔道三段・空手三段の腕前を持つ格闘技の達人であり、密かに「破裏拳ポリマー」に転身して戦う。
劇中の1年前に何度か鬼トカゲ団に襲われていたが国際警察が動かなかったオレガー・スッテル博士の身辺調査中に鬼トカゲ団の襲撃に遭遇し、瀕死のオレガー博士を救い出す。しかし博士は鬼トカゲ団の狙った新発明「ポリメット」を武に託し、自らは研究所と共に炎の中へ消えてしまう。この独断専行をとがめられて父から勘当された。そこで博士の遺志を継ぐため名前を偽って車探偵事務所の助手となり、事件に首を突っ込みたがる探偵長を利用して様々な犯罪者達の情報を集め、ポリメットの力と自ら生み出した格闘技『破裏拳流』を駆使して倒す。
行く先々で父が現れると身を隠すように逃げるため、車やテルは海亀党の事件まで長官が父親であることを知らずにいた。
海亀党を壊滅し父と和解後は改めて車探偵事務所に戻って来るが、実力を知った車とテルにより新しい探偵長に祭り上げられてしまう。
車 錠（くるま じょう）
声 - 青野武
車探偵事務所の探偵長。自称「二代目シャーロック・ホームズ」だが実際は三流ヘボ探偵で、所持しているピストルも実は本物そっくりな水鉄砲。本人のプライドを満たさない依頼を断ってしまうため家賃を三年も滞納している（ただし、依頼自体が3年来ていなかったという台詞も）。事件に無闇に首を突っ込むため、どんな事件も悪化させるトラブルメーカーでもある。18話では冷凍魔･コーリーに「現代のダメ人間代表」に選ばれるなど、悪い意味で評判が広まっている。
劇中でも徹底して三枚目だが、水鉄砲に眠り薬を仕込んだり、帽子を投げて武器にする特技などで活躍することもある。ファッションセンスはそこそこだが前歯が何本か欠けている（牛乳の飲み過ぎが原因らしい）ため、「笑わなければ格好がつくのに」と男爵からも呆れられている。三枚目の役立たずと思っていた武がポリマーであることを知り、戻って来た彼を新探偵長に迎えて再出発を果たす。
ネーミングは車＝しゃ、錠＝LOCK。つまり「シャーロック」に引っかけた洒落である。作中の台詞によると故郷は田舎で、実家は酪農業を営む農家「ヒマダナー牧場」であるとのこと。
夢オチだったが、第15話で謎の老婆から貰った青いポリバケツ型の「ホラメット」なるヘルメットを被って、ポリマーをも凌駕する力を持った「タイフーンホラマー」という、青いバトルスーツに身を包んだヒーローに転身したことがある。彼の主題歌「タイフーンホラマーの歌」は石原裕次郎が歌う「嵐を呼ぶ男」のパロディソングである。なお、プレイヤーキャラではないが、ホラマーは「タツノコファイト」にもサポートキャラとして参戦している。最終回では「俺はホラマーだぁ…」と車が寝言で呟くシーンもある。
南波 テル（なんば テル）
声 - 落合美穂 / 平松晶子（タツノコファイト）
車探偵事務所の電話番であり、事務所がある「No.1ビル」のオーナー。家賃を払わない車と武士をいびることもしばしばだが、とにかく冒険やスリル、ハプニングが大好きなために彼らに付き合っている。ポリマーの大ファンで、彼が現れたと聞くとすっ飛んでいく。武士の事は「頭がいいのか悪いのかわからない」とは言っているが、一緒に買い物などに行ったり、探偵長の彼への冷たい態度に怒りを露わにするなど結構親密である。
趣味は買い物と着道楽で、ほぼ毎回ちがったファッションを披露。セスナの操縦をこなし看護師（当時は看護婦）の免許を持ち、敵の雑兵相手と互角以上に渡り合える格闘センスの持ち主であり、EDや新OPでもその強さを披露している。
また、1度自作のコスプレ衣装（ボリマースーツに似せた衣装）も披露している。コスプレ姿のテルは「タツノコファイト」でプレイヤーキャラとして参戦している。
ネーミングは電話番号＝テルナンバーからである。
男爵
声 - 立壁和也
車の飼い犬で元警察犬のセントバーナード。老齢。セリフはあるが、犬なので劇中の人物たちには聞こえていないことになっている。
むささび党の事件で武士が自分の目の前で転身したことからポリマー＝武士であることを唯一知っているが、犬であるためにそれを車たちに伝えられず度々もどかしい思いをする。テルにいびられる武士に同情したり、18話のラストでは超低温で変身が解け意識を失った武を自らの体で暖め、さらに最終回には武士のピンチを救うために活躍する。飼い主の車の三枚目ぶりには愛想を尽かしてバカにしており、事件捜査のため酷使されるので不満を（犬語であるが）を呟き、かなりの毒舌。車らをとやかく言えないことは自らにもあるが、それは棚の上に放り投げている。

### 国際警察
鬼河原 虎五郎（おにがわら とらごろう）
声 - 雨森雅司
国際警視庁長官で、武士の父。通称「鬼虎（長官）」。
立派な口ひげを蓄えた偉丈夫だが、毎回様々な犯罪者たちに頭を悩ませている。度々ピンチに陥るがそのたびにポリマーに救われる。間抜けな側面もあるが、犯罪には毅然とした態度で挑み、時には怪人たちを出し抜くなど切れ者ぶりも見せる。
独断行動が元で勘当したとはいえ、家出後電話一本よこさない息子・武の行方を気にしている。息子とは知らずにポリマーに向かってそのことを切々と語るなど情に厚い父親である。一度は連れ帰ろうとするも、海亀党に捕えられた際にスカウトしたがり養子に迎えたいとすら明言したポリマーが愛息・武であることを知り、再び車探偵事務所の助手（orポリマー）として働くことを認めた。
デレット警部
声 - 徳丸完
鬼虎の代表的な部下の頼りない人物。ポリマーに依存する言動もある、やや他力本願な性格。

### ナレーター
劇中(第17話のみ)
声 - 中江真司
ポリマーの基本能力を説明した。本編全26話中ナレーションがあったのはこのシーンのみ。
次回予告
声 - 立壁和也(1-3話)、曽我部和行(5話)、伊武雅刀(4話、6-7話)、石井敏郎(8話)、富山敬(10-25話)　他。
初期ではフレンドリーな口調で説明していたが、幾人かの担当声優のローテーションを経て富山敬に固定された。

## 設定

### ポリメット
武士が肌身離さず被っている赤いヘルメットのこと。オレガー・スッテル博士が自らの発明した高分子重化合物「ポリマー」により、地球上のあらゆる環境を克服する目的で開発した。
ヘルメット自体がポリマー粒子で作られており、顎当て部分に内蔵されたマイクから登録された人物の声紋 に反応して、ヘルメットに内蔵されているコンピューターに、形態・機能がプログラムされた6種あるマイクロカプセルのいずれかが挿入され、コンピューターの指示に応じてポリマー粒子が形質変化を起こして装着者の体を被覆し、強化服ポリマースーツ他、5種のメカ形態に「転身」する機能を持つ。動力源は磁気を用いた電磁フィールド。これはメカ形態の稼動・推進のみならず、ポリマースーツのトリッキーな動きを可能にするシステムである。
ポリマー誕生の秘密が明かされた第17話作中にて全6種の転身解説シーンが存在し、ポリマースーツ・マシン・ドリル・ローラー・グランパス・ホークの順に登場する。この時ポリメット内に6本並んだマイクロカプセルの挿入も一番左（武士にとっては右端）から順に行われている。
ポリマースーツにはいくつかの弱点が存在する。まず皮膚呼吸が出来ないために転身には46分1秒という制限時間がある。また電磁フィールドを動力源としているため、電磁フィールドの停止してしまうマイナス50℃以下の極低温状態や、長時間電流を浴び続けて磁気が乱されて電磁フィールドが形成できなくなるなどの状態では、いずれも転身が解除されてしまう。特に後者は見破った敵が登場したことによって、ポリマーは窮地に立たされることになる。
ポリマースーツ
基本形態。いわゆる「強化服」で黄色いクラッシャーのついたヘルメットと赤と白の全身スーツ というスタイル。メカからメカへの転身の際も含め、他の形態になるには必ずこの形態に転身しなければならない。武士はこの形態で自らあみ出した流派「破裏拳流」を繰り出す。全話に登場するものの武士からの転身シーンは第1話他あまり多くなく、既に転身した状態で悪人達の目前に現れるのが基本。肉弾戦がポリマーの主流バトルスタイルではあるが、ヘルメットのクラッシャーを取り外して投擲武器として使用することも出来る。
ポリマーホーク
鷹形の飛行形態。武士の脚部が収納された2本の尾が最後部となり、スラスターの類は存在しない。5種のメカ形態の中では最も多く使用され、第1,2,7,9,11,12,15 - 21,25話の他、OPにも登場している。主に移動や追跡などに使用されるが、スピードを利用した体当たり攻撃を行うこともある。劇中で機首に武士の顔が透けて確認できる場面がある。
ポリマーグランパス
鯱型の水中形態。劇中最初に披露したメカ転身形態でもある。そろえた脚の部分がスクリューとなる。水中専用の形態だが、劇中では潜水艦や海底基地を持つ敵も多く、水中での追跡シーンや戦闘シーンなど出番には恵まれており、第1,2,6,12,14,16,20,24話に登場。またOPではホークと共に登場している が、露出の割に玩具化には恵まれず、タツノコランドのプラモデル・永大グリップの合金ともラインナップから外れ、タカトクのZ合金のみに留まった。
ポリマードリル
地底戦車型の地中形態。体をX字に開いた形で転身し2本の脚部がドリルとなる。また転身途中で色相が反転し全体が黄色くなる。ドリルはかなりの硬度を持っており、なおかつフィールドエネルギーに覆われているため、敵メカの装甲や、時には超硬度のドリルをも突き破ることができる。不利な際の形勢逆転や破壊力が必要な相手への攻撃に多用され、第4,5,6,8,10,11,21,23,24話に登場。一見して地底戦車形態ではあるが転輪の類は持たず事実上浮遊しており、後部の噴射ノズルで飛行して立体的に敵の巨大メカを貫く描写も多い。
ポリマーマシン
フォーミュラマシン型の高速走行形態。肘を曲げた腕を胴体に添え正座の体勢で転身する。ホーク・グランパスに比べて青と黄の部分が増えてカラフルになるのも特徴。垂直の壁を走ることも可能 で、主に地上での追跡や体当たり攻撃に使われる。EDの歌詞1番に歌われているため知名度は高いが、劇中で使用されたのは第3話のみ。
ポリマーローラー
脚部を先頭に膝を立てた状態（全身を丸めて転がりながら転身する描写もある）で転身するロードローラー状の突撃走破形態。ドリル同様に色相反転を伴い、ほぼ全身が水色に変化。敵を圧搾したり、跳ね飛ばす攻撃が得意。ドリル同様の硬度を持っているローラーにフィールドエネルギーを集中させることで、驚異的な圧搾力を生み出すことができる。方向転換や後退する際には後方両サイドにある補助輪（ポリマースーツのヘルメットによく見ると付いている）を使用し、補助輪のバーをアームのように使うこともできる。他のメカ形態とは違い、破壊により敵を倒すために使われることがほとんどであるため、登場は第4,9,22,23,26話と少ないがシリーズ最後のメカ転身を飾った。巨大ローラーへの動力伝達が難しいゆえか、タツノコランドのプラモデル化は見送られた。

### 破裏拳流
柔道3段・空手3段の腕前を持つ鎧武士（鬼河原武）がポリマーの性能を引き出すために編み出した我流の拳法、それが「破裏拳流」である。空手や柔術などの格闘技を融合し、それを極めた拳法で、回転や遠心力を利用した動きで敵の裏を破り、多数の敵を効率的に倒す戦術を持つ。基本的にスピードを生かした戦法を使うが、敵に隙を与えないためと、転身の制限時間内に敵を倒さなければならないことがその理由だといえる。使用時の直前、溜めに入る形で「破ー裏けーん」と叫び、技の使用中はブルース・リーばりの怪鳥音を口にする。
おもに使う技は、高速で動くことによって自己の幻影を見せることで敵を幻惑・翻弄させて倒す「幻影破裏拳」（オープニングテーマ「戦え! ポリマー」の歌詞にも登場する）、敵を片手で持ち上げ高速回転させて投げ飛ばす「真空片手独楽」、回転しながら多数の敵を蹴り倒す「回転蹴り」、ジャンプした反動を利用して何度も敵に蹴りを浴びせる「反動三段蹴り」などがある。殺傷力の高さゆえか、武の転身前には使われることはない。

## スタッフ
- 連載 - たのしい幼稚園、冒険王、テレビマガジン他
- 原作 - 吉田竜夫、タツノコプロ企画室
- 企画 - 鳥海尽三、酒井あきよし
- キャラクターデザイン - 吉田竜夫、天野嘉孝
- メカニックデザイン - 中村光毅、大河原邦男
- 音楽 - 菊池俊輔
- 音響制作 - アーツプロ
- 効果 - イシダサウンド
- 総監督 - 鳥海永行
- プロデューサー - 宮崎慎一、佐藤光雄、衛藤公彦
- 作画監督 - 二宮常雄
- 美術監督 - 中村光毅
- 原動画 - 西城隆詞、湖川滋、加藤茂、塩山紀生、水村十司、高橋資祐、奥野芳久、山口聡、谷口守泰、池田順一、須田正己、山田政紀、石山卓也、寺田直明
- 美術設定・美術 - 野々宮恒人、小杉光芳、中村光毅
- 色彩設計 - 岡嶋国敏
- 仕上 - 館野透治
- 特殊効果 - 朝沼清良
- 撮影 - 森口洋輔、天平フィルム、緒方範生
- 編集 - 谷口肇、三木幸子
- 進行 - 大平秀明、鎌田正治、中野政則、織田成大、小島幸雄、嘉義良隆
- 録音ディレクター - 本田保則
- 録音 - 早稲田アバコスタジオ
- 現像 - 東洋現像所
- アシスタントプロデューサー - 鎌田正治
- 制作 - NETテレビ、タツノコプロ、萬年社

## 主題歌
オープニングテーマ - 「戦え!ポリマー」
作詞 - 鳥海尽三 / 作曲・編曲 - 菊池俊輔 / 歌 - ささきいさお、コロムビアゆりかご会
開始当初はオープニングの映像が未完成で、第1話のむささび党との戦いを中心にしていてポリマー・メカアクションシーンは1番の終盤になってからだが、第13話からの完成品は幻影破裏拳の部分でポリマーの幻影が3体に分離し第9話で猫魔団のエレマジックマシンで窮地に陥ったポリマーを救うべくテルが敵を倒すシーンもありメカアクションは間奏部より始まっている。金曜18:00開始の本放送時には、ポリマーがポリマーホークに変形する時の効果音を中盤、曽我部和行の叫び（怪鳥音）を終盤に被せていた。
エンディングテーマ - 「転身ポリマー」
作詞 - 酒井あきよし / 作曲・編曲 - 菊地俊輔（CDでは菊池俊輔）/ 歌 - ささきいさお、コロムビアゆりかご会

## 各話リスト
| 話数 | サブタイトル            | 脚本                | 演出     | 放送日         | 登場敵組織・怪人                                                                                              |
| ---- | ----------------------- | ------------------- | -------- | -------------- | --- |
| 1    | 怪盗むささび党          | 鳥海尽三            | 鳥海永行 | 1974年 10月4日 | - むささび党 - 首領・ゴルダー大統領補佐官（声：家弓家正）                                                     |
| 2    | 暗殺鬼紅さそり          | 酒井あきよし        | 西牧秀雄 | 10月11日       | - 紅さそり団 - 首領・紅さそり/マリー大統領令嬢（声：鈴木弘子）                                                |
| 3    | メカギャング むかで作戦 | 陶山智              | 案納正美 | 10月18日       | - メカギャング団 - 首領・ハンドレッド（声：木原正二郎）                                                       |
| 4    | とぐろ魔王ガラガラ蛇    | 永田俊夫            | 西牧秀雄 | 10月25日       | - ガラガラ蛇一味 - 首領・とぐろ魔王/ジュニア（声：小宮山清） - 蛇仮面ドーライ（声：村松康雄）                 |
| 5    | 糸ぐる魔人土ぐも        | 山本優              | 西牧秀雄 | 11月1日        | - 土ぐも団 - 首領・クモーダ（声：徳丸完）/ラウン国王（声：上田敏也）                                          |
| 6    | メカ変化もぐら盗賊団    | 久保田圭司          | 富野喜幸 | 11月8日        | - もぐら盗賊団 - 首領・ハカアラース教授（声：千葉耕一）                                                       |
| 7    | わんわんカムキラー      | 久保田圭司          | 案納正美 | 11月15日       | - ドーベルマン一味 - 首領・ブラックジャック（声：田中康郎） - ギルゾー（声：徳丸完） - サリー（声：火野捷子） |
| 8    | 溶解マシン ウツボーラ   | 久保田圭司          | 案納正美 | 11月22日       | - ウツボーラ一味 - 首領・ラード博士（声：兼本新吾）                                                           |
| 9    | 猫魔団 闇に踊る         | 鳥海尽三            | 富野喜幸 | 11月29日       | - 猫魔団 - 首領（声：仁内達之）                                                                               |
| 10   | 電魔団クラゲラー        | 久保田圭司          | 案納正美 | 12月6日        | - 電魔団 - 首領・クラゲラー（声：加藤精三）                                                                   |
| 11   | メカ獣団ホワイトウルフ  | 永田俊夫            | 西牧秀雄 | 12月13日       | - メカ獣団 - ホワイトウルフ（声：藤本譲）/ムクレ博士（声：宮内幸平）                                          |
| 12   | 鳥人トリメカマン        | 鳥海尽三            | 西牧秀雄 | 12月20日       | - 鳥人トリメカマン一味 - 首領・フライダー（声：石森達幸）                                                     |
| 13   | 幻影おぼろ蝶            | 酒井あきよし        | 富野喜幸 | 12月27日       | - 幻怪盗おぼろ蝶一味 - 首領・おぼろ蝶（声：二見忠男）                                                         |
| 14   | ちゅうちゅう大作戦      | 永田俊夫            | 西牧秀雄 | 1975年 1月3日  | - ネズミ団 - 首領・ハラグロ（声：野本礼三）                                                                   |
| 15   | 稲妻怪人ピカデール      | 酒井あきよし        | 案納正美 | 1月10日        | - 稲妻怪人ピカデール（声：石井敏郎）                                                                          |
| 16   | 獣魚海賊ピーラカンス    | 山本優              | 案納正美 | 1月17日        | - 獣魚海賊ピーラカンス - 首領・ピーラカンス（声：滝口順平）                                                   |
| 17   | ポリマー誕生の秘密      | 鳥海尽三            | 高橋資祐 | 1月24日        | - 鬼トカゲ団 - 首領・鬼トカゲ（声：木原正二郎）                                                               |
| 18   | マイナス50度の危機      | 永田俊夫            | 富野喜幸 | 1月31日        | - 冷凍魔･コーリー（声：桑原たけし）                                                                           |
| 19   | えん魔怪人ベロダッセ    | 酒井あきよし        | 西牧秀雄 | 2月7日         | - ベロダッセ一味 - 首領・ベロダッセ（声：滝口順平） - 巨人ロボット                                            |
| 20   | 怪盗てっぽう魚人        | 久保田圭司          | 西牧秀雄 | 2月14日        | - 鉄砲魚人一味 - 首領・鉄砲魚人/ドクターイエス（声：北村弘一）                                                |
| 21   | コンコン七変化          | 永田俊夫            | 案納正美 | 2月21日        | - コンキチ団 - ボス・女怪盗銀狐（声：来宮良子）                                                               |
| 22   | 復讐鬼ケラカブト        | 田口章一            | 富野喜幸 | 2月28日        | - ケラカブト団 - 首領（声：渡部猛） - ウイリアム（声：井上真樹夫(代役)、森功至(クレジットのみ)）              |
| 23   | 海底魔人ウオトンビ      | 永田俊夫            | 案納正美 | 3月7日         | - ウオトンビ一味 - 隊長（声：今西正男）                                                                       |
| 24   | 怪傑タコ仮面            | 久保田圭司          | 高橋資祐 | 3月14日        | - タコ仮面（声：野本礼三）/探偵アルセーヌ･ポパン（声：仲村秀生）                                              |
| 25   | 海亀将軍ベッコーダー    | 島順一              | 西牧秀雄 | 3月21日        | - 海亀党 - 将軍ベッコーダー（声：内海賢二） - コーモリ男（声：石森達幸）                                      |
| 26   | ポリマー最後の決戦      | 鳥海尽三 久保田圭司 | 案納正美 | 3月28日        | - 海亀党 - 将軍ベッコーダー（声：内海賢二） - コーモリ男（声：石森達幸）                                      |

## 放送局
- NETテレビ（制作局）：金曜 18:00 - 18:30[注 7]
- 北海道テレビ：土曜 18:00 - 18:30（1974年10月5日 - 1975年3月29日）[7]
- 青森放送：木曜 17:55 - 18:25[8]
- テレビ岩手：木曜 18:00 - 18:30（1975年4月3日まで）→ 土曜 8:00 - 8:30（1975年4月5日から）[9]
- 宮城テレビ：金曜 18:00 - 18:30[10]
- 新潟総合テレビ：土曜 18:00 - 18:30[11]
- テレビ山梨：火曜 18:00 - 18:30[12]
- 長野放送：月曜 18:00 - 18:30[13]
- 静岡放送：水曜 17:30 - 18:00
- 名古屋放送：土曜 18:00 - 18:30
- 毎日放送：木曜 18:00 - 18:30（先行放送・10月3日開始）
- 山陰中央テレビ：月曜 18:00 - 18:30
- 瀬戸内海放送：金曜 18:00 - 18:30[14]
- 広島ホームテレビ：土曜 18:00 - 18:30[15]
- 山口放送：金曜 18:00 - 18:30[16]
- 九州朝日放送：金曜 18:00 - 18:30[17]
- 熊本放送：木曜 17:30 - 18:00（1975年 - 1976年放送）[18]
- 大分放送：金曜 18:00 - 18:30[19]
- 鹿児島テレビ：金曜 18:00 - 18:30[20]

| NET（テレビ朝日） 金曜 18:00 - 18:30                                         | NET（テレビ朝日） 金曜 18:00 - 18:30                                                           | NET（テレビ朝日） 金曜 18:00 - 18:30 |
| 前番組                                                                       | 番組名                                                                                         | 次番組                               |
| ---------------------------------------------------------------------------- | ---------------------------------------------------------------------------------------------- | ------------------------------------ |
| 魔法使いサリー （第1作、再） （平17:55 - 18:25）天気予報 （平18:25 - 18:30） | 破裏拳ポリマー （1974年10月4日 - 1975年3月28日） ↓ 【本作の再放送】 （1975年4月5日 - 9月26日） | 宇宙の騎士テッカマン （再）          |

## 新・破裏拳ポリマー
『新・破裏拳ポリマー』（しん・はりけんポリマー）は、1996年9月21日と1997年2月21日に発売されたOVA作品。全2巻。
『キャシャーン』や『GATCHAMAN』に続き、基本的な設定を同じくするリメイクではあるものの武が本名のまま車探偵事務所に居候していたり、武がポリメットを手に入れる過程が異なるなど旧作とは異なる点が多い。また、人物の設定も大きく変更されている。武は鬼河原家の3兄弟の末弟であり、長兄トモル（漢字は不明）が失踪し武自身も父とは犬猿の仲であるため、事件で父や次兄の元に怒鳴り込んだ際に長兄の失踪は父の汚いやり口に反発してのことだと推測を事実であるかのようにまくし立てるなど父と末子の間の溝は大きい。しかし、ポリマーの活躍や車錠のドジっぷりは健在。また、今作で鬼河原武/ポリマーを演じた置鮎龍太郎は、オリジナル版で同役を演じた曽我部和恭の引退後、持ち役を数多く引き継いでいる。
第2巻ではオレガー博士の開発したものとは別系統のポリマーが登場し、旧作では実現しなかった「ポリマーvsポリマー」の戦いが展開されたが、決着編が描かれる予定だった第3巻が発売されなかったため、物語に決着がつかないまま未完になっている。

### キャスト
- 鬼河原武（ポリマー） - 置鮎龍太郎
- 車錠 - 青野武
- 難波テル - 宮村優子
- 鬼河原虎五郎 - 藤本譲
- 鬼河原勇 - 安井邦彦
- 西田涼子（女ポリマー） - 根谷美智子
- 男爵 - たてかべ和也
- オレガー博士 - 大友龍三郎
- ノーヴァ - 玄田哲章
- パルサー - 子安武人
- スカムーグ - 松本保典
- ニーナ（ニールセン女史） - 折笠愛

### スタッフ（新）
- プロダクションエグゼクティブ - 吉田健二
- 企画 - 九里一平、成嶋弘毅
- プロデューサー - 小暮一雄、大倉宏俊
- 制作プロデューサー - 阿部倫久
- 監督 - 新房昭之
- 脚本 - 柿沼秀樹
- キャラクター設定 - 梅津泰臣
- メカ設定 - 石浜真史
- 美術監督 - 吉田昇
- 音響監督 - 田中英行
- 撮影監督 - 中條豊光
- 作画監督 - 桜井哲夫、梅津泰臣、石浜真史
- 音楽 - 矢野立美
- 制作協力 - J.C.STAFF
- 原作・制作 - タツノコプロダクション
- 著作・制作 - コロムビアエデュテインメント、日本コロムビア

### 主題歌（新）
オープニングテーマ - 「新破裏拳ポリマー」
作詞 - 九里一平、大倉宏俊 / 作曲・編曲 - 松澤浩明 / 歌 - 杉山真理
エンディングテーマ - 「愛あるかぎり」
作詞 - 九里一平 / 作曲・編曲 - 松澤浩明 / 歌 - 杉山真理

## 実写パイロット版
『HURRICANE POLYMER』のタイトルで、通産省沖縄コンテンツ制作支援事業として2001年に製作された実写パイロット映像。コンテンツ人材の育成を目的とした沖縄通信のモーションカメラとフルCGとの融合制作のための映像素材であり、一般公開はされていない。

### 出演（実写パイロット版）
- 破裏拳ポリマー - 宮内大
- WJ - 加瀬竜彦
- 南波テル - ゲスト岡野美和（2000ミス那覇エメラルド）
- 戦闘員A - 西海健次郎
- 戦闘員B - 高木康行
- パイロット - 野崎数馬

### スタッフ（実写パイロット版）
- 撮影監督 - 宗像慎一
- 演出 - 玉木元
- カメラ - ジョン・ツォイ、山本圭介、甲木太郎
- スケジュール - 山城容子
- 照明 - 平良睦博
- CG監督 - 小川洋介
- 3DCG - 宮里康樹、高良誠、竹本義人、真栄城みどり
- 協力 - 劇団スーパー・エキセントリック・シアター

### 主題歌（実写パイロット版）
主題歌 - 『覚醒：朱の戦士〜JUSTICE in my heart〜』
挿入歌 - 『永遠のSEPIA』
歌 - 宮内タカユキ

## 実写映画版
2017年5月13日公開。主演は溝端淳平、監督は坂本浩一。タツノコプロの創立55周年を記念して製作された。
溝端は本作品が初のアクション映画となる。顔が見えるスーツのため、通常のヒーロー物と異なりスーツアクターではなく主演の溝端が自らアクションに挑戦した。その他の出演者には特撮作品経験者が多く起用されている。
主題歌には、グッドモーニングアメリカが本作のために書き下ろした新曲「悲しみ無き世界へ」が用いられる。
公開を前に、同年4月12日には完成披露イベントが新宿バルト9にて開催され、溝端、山田裕貴、原幹恵、柳ゆり菜、坂本が登壇した。

### 制作（実写映画版）
2014年頃、制作プロダクション「ダブル・フィールド」の丸田順悟 がタツノコプロに実写化企画を持ちかけ、同社側も創立55周年記念企画を検討していたことからこれを快諾し、その後にKADOKAWAの参加を経て正式に企画として立ち上げられた。監督には映画『赤×ピンク』で丸田と組んだ坂本浩一が起用され、彼の得意とするアクション中心の作品である『破裏拳ポリマー』の実写化となった。
キャラクターデザインには、バンダイを退社したばかりの野中剛がKADOKAWA側の提案により起用された。実制作作業は野中によるポリマーのデザインが最初に行われ、近年のアメコミヒーロー映画のようなリアリティのあるヒーローを日本の制作状況下で作ることが目指された。
スーツ造型はブレンドマスターが担当したが、女性キャラクターであるポリマーアルテミスのみ、JAP工房が衣裳として手がけた。
坂本は本作品のターゲットについて、オリジナルを視聴していた40代以上の層や現代の特撮ヒーロー作品を視聴している若者層のほか、若い女性層にも「イケメンバディもの」としての魅力を感じてもらいたいとしている。

### あらすじ（実写映画版）
凶悪犯罪に対抗すべく、当局は装着すれば超人的な戦闘能力を発揮する「ポリマーシステム」の開発を進めていた。ところが開発中のポリマーシステムが流出し犯罪に使用されてしまう。警視庁の若手刑事・来間譲一は上司・土岐田刑事部長の指示のもと、私立探偵・鎧武士に協力を依頼する。流出したシステムに対抗できるオリジナルのポリマーシステムは、武士にしか使用できないためだった。

武士は当初協力を拒む。しかし、武士の助手・南波テルが事件に巻き込まれたことを切っ掛けに、武士はポリマーシステムを使い犯罪者と戦う。武士と讓一はポリマーシステム回収のため手を組む。

武士たちの活躍により流出したシステムは回収される。捜査チームが真相に迫る中、土岐田刑事部長が何者かに殺害される。さらに讓一が罠に嵌り拘束される。彼の前に豹変した同僚・稗田玲が現れる。

玲は、ポリマーシステム開発メンバーの一人・鬼頭剛造の娘で彼に洗脳され協力していた。一連の事件は、ポリマーシステムを犯罪者に提供して武士のオリジナルポリマーと戦わせ、戦闘データを収集することが目的だった。讓一を救出するため駆け付けた武士と玲が転身したポリマーアルテミスが戦闘する。この戦闘によりデータの収集が完了し、任務を終えた玲は鬼頭の指示どおり自爆して果てる。

武士は決着を付けるため鬼頭と対峙する。鬼頭は整形手術で八城警視総監に成り済まし計画を実行していた。鬼頭は完成したポリマーシステムを使い、武士の破裏拳流の技をコピーして使いこなし武士を圧倒する。勝ち誇る鬼頭は、ポリマーシステムの開発メンバーの一人で武士の父・堀馬三郎を事故に見せかけて殺害した真実を武士に告げる。鬼頭の卑劣さに憤る武士は死力を振り絞り、鬼頭が知らない秘技・幻影破裏拳を繰り出し、遂に鬼頭を倒す。

鬼頭は自爆装置を作動させ武士たちを道連れにしようとする。その時、武士のポリマースーツが飛行形態に変形し、間一髪、脱出に成功する。

戦いが終わり、武士はポリマーシステムを讓一に預け、自らは海外へ旅立っていった。

### キャスト（実写映画版）
- 鎧武士 / ポリマー - 溝端淳平
- 来間譲一 - 山田裕貴
- 稗田玲 / ポリマーアルテミス - 原幹恵
- 南波テル - 柳ゆり菜
- バレット・ウォン / ポリマーアームカスタム - 出合正幸
- カズヤ - 加藤貴宏
- ナオ - 佃井皆美
- ジン / ポリマーレッグカスタム - 中村浩二
- パルクールギャング - 守時悟、北野淳、高橋広吏、人見早苗
- ファイター - Chuck Johnson
- 池内瑞樹 - 采沢真実
- 武士（幼少） - 篠原湊大
- 玲（幼少） - 根本真陽
- 子供A - 河本彩夢
- 警官A - 栃原智
- 受付の女性 - 伊藤あきこ
- 堀馬三郎 - 永井正浩
- 鬼頭剛造 - 木村圭作
- 加藤 - 榊英雄
- 住谷 - 島津健太郎
- 渡邉達也
- 村田誠司
- 福吉寿雄
- 加藤雅人
- ゴリきん
- 宮﨑健実
- 坪谷峻介
- Mansour Fakher
- Christopher Oneill
- Jashua Walters
- 野邉遼太
- 脇田和史
- 伊東健大
- 梶野英一
- 髙木直人
- 山本太一
- 櫻井結花
- 荒井栞
- 服部蘭
- 平島寛子
- 小林杏奈
- 白川栄二
- 月城知美
- 山口めろん
- 環みほ
- 蒼ななか
- 矢野冬子
- 沼田彩
- 花村えみ
- 北条柑菜
- 徳花美紀
- まついえつこ
- 高橋知宏
- 月夜野彩音
- ナレーション - 稲田徹
- 八城章人 - 神保悟志
- 土岐田恒 - 長谷川初範

#### スタント
- 佐藤健司
- 人見早苗
- 佐川正治
- 富田稔
- 南辻史人
- 杉口秀樹
- 矢島一憲
- 三村幸司
- 松上順也
- 田中信彦
- 川澄朋章
- キャッチャー中澤
- 林壮太郎
- Tom Constantine

### スタッフ（実写映画版）
- エグゼクティブプロデューサー - 井上伸一郎
- 製作 - 堀内大示、小澤洋介、桑原勇蔵、前山寛邦、平田樹彦
- 企画 - 菊池剛
- プロデューサー - 山田駿平、丸田順吾、湊谷恭史
- 原作 - タツノコプロ
- 脚本 - 大西信介
- キャラクターデザイン - 野中剛
- 音楽 - 坂部剛
- 撮影 - 百瀬修司
- Bカメラ - 吉田貴彦
- 照明 - 太田博
- 録音 - 山口満大
- アクション監督 - 野口彰宏
- 美術 - 丸尾知行
- 造形担当 - 小倉裕一
- 造形デザイン - 蟻川昌宏、三上喜康
- コスチュームデザイン - 川上登、髙野裕子
- 造形メンテナンス - 吉松学
- 衣装 - 加藤みゆき
- ヘアメイク - 知野香耶子
- 編集 - 目見田健
- 音響効果 - 野崎博樹
- VFXスーパーバイザー - 三輪智章
- VFXディレクター - 中山敬太
- VFXコーディネーター - 豊直康
- 仕上げコーディネート - 佐藤正晃
- スクリプター - 内田智美
- キャスティング - 北田由利子
- 助監督 - 伊藤良一
- 制作担当 - 小沼秀剛
- 装飾 - 田仲正彦
- 小道具 - 小田千聖
- 製作 - 「破裏拳ポリマー」製作委員会（KADOKAWA、フィールズ、タツノコプロ、コロムビアソングス、ダブル・フィールド）
- 製作プロダクション - ダブル・フィールド
- 制作協力 - ザフール
- 配給 - KADOKAWA
- 監督 - 坂本浩一

### 音楽（実写映画版）
主題歌「悲しみ無き世界へ」（日本コロムビア / トライアド）
作曲・作曲 - SHINGO KANEHIRO / 編曲 - グッドモーニングアメリカ / 歌 - グッドモーニングアメリカ
挿入歌「戦え!ポリマー」（日本コロムビア）
作詞 - 鳥海尽三 / 作曲 - 菊地俊輔 / 編曲 - 流田Project / 歌 - 流田Project

## 関連商品

### ビデオ
- 新破裏拳ポリマー・誕生編〈真紅のストライカー〉 - 1996年9月21日発売。
- 新破裏拳ポリマーVol.2 - 1997年2月21日発売。
- 破裏拳ポリマー プレミアムセレクション1 - 1998年11月26日発売。

### DVD
- 新 破裏拳ポリマー - 2000年7月20日発売。
- 破裏拳ポリマー DVD-BOX - 2000年9月22日、パイオニアLDCより発売。
  - このDVDに収録されている後半OPは、本放送時のものと音声が違う。

### Blu-ray
- 破裏拳ポリマー Blu-ray BOX - 2014年12月26日発売。

### ゲームソフト
タツノコファイト
2000年10月5日にタカラ（現タカラトミー）より発売された、PlayStation用対戦型格闘ゲーム。タツノコプロ作品『科学忍者隊ガッチャマン』『新造人間キャシャーン』『破裏拳ポリマー』『宇宙の騎士テッカマン』が登場する。
タツノコ VS. CAPCOM CROSS GENERATION OF HEROES
2008年12月11日にカプコンより稼働・発売された、アーケード・Wii用対戦型格闘ゲーム。使用キャラクターの1人としてポリマーが登場。声は安井邦彦が演じている。ポリマーのエンディングでは『ストリートファイター』のリュウと組み手を行い、強さとは何かを語り合う。また、この他にもイッパツマンのエンディングでは、カプコン側の格闘ゲームキャラクターたちが生身で戦っていたのに対して自分は強化服に頼りすぎていることを痛感し、身体を鍛えていたイッパツマンの姿にテッカマンらと共に自分たちも強化服に頼りすぎていたのかと苦悩する姿が、ギャグ調で描かれる。

### 漫画
Infini-T Force（インフィニティフォース） 未来の描線
月刊ヒーローズ2015年12月号より連載。原作・企画：タツノコプロ、脚本：小太刀右京、漫画：江尻立真。パラレルワールドから呼び出されたタツノコヒーローたちによるスピンオフ作品。『破裏拳ポリマー』からは武士が登場するが、本作での『破裏拳ポリマー』の世界は『科学忍者隊ガッチャマン』と同じ世界 という設定になっている。

## 備考
『タイムボカン王道復古』
タイムボカンシリーズのOVAとして1994年に製作された。ポリマーがタツノッコン王国の住民として登場。演じるのは原典で鎧武士=ポリマーを演じた曽我部。作品の性格上、変身しても三枚目のままである。ドロンボーメカ「ロリコンダー」登場時はむささび党と勘違いしている。同じく登場した『科学忍者隊ガッチャマン』の大鷲の健と白鳥のジュンが、ロリコンダーから変身した「セーラームンムン」の猿芝居が元で痴話喧嘩を始めると、それにポリマーが絡む（ポリマーが健を茶化すが蹴り飛ばされたため）。そこにセーラームンムンによる攻撃を受け、あっさりと敗れてしまうが、その後については不明。